# V Państwowe Liceum i Gimnazjum im. Hetmana Stanisława Żółkiewskiego we Lwowie
V Państwowe Liceum i Gimnazjum im. Hetmana Stanisława Żółkiewskiego we Lwowie – polska szkoła z siedzibą we Lwowie w okresie II Rzeczypospolitej, od 1938 o statusie gimnazjum i liceum ogólnokształcącego.

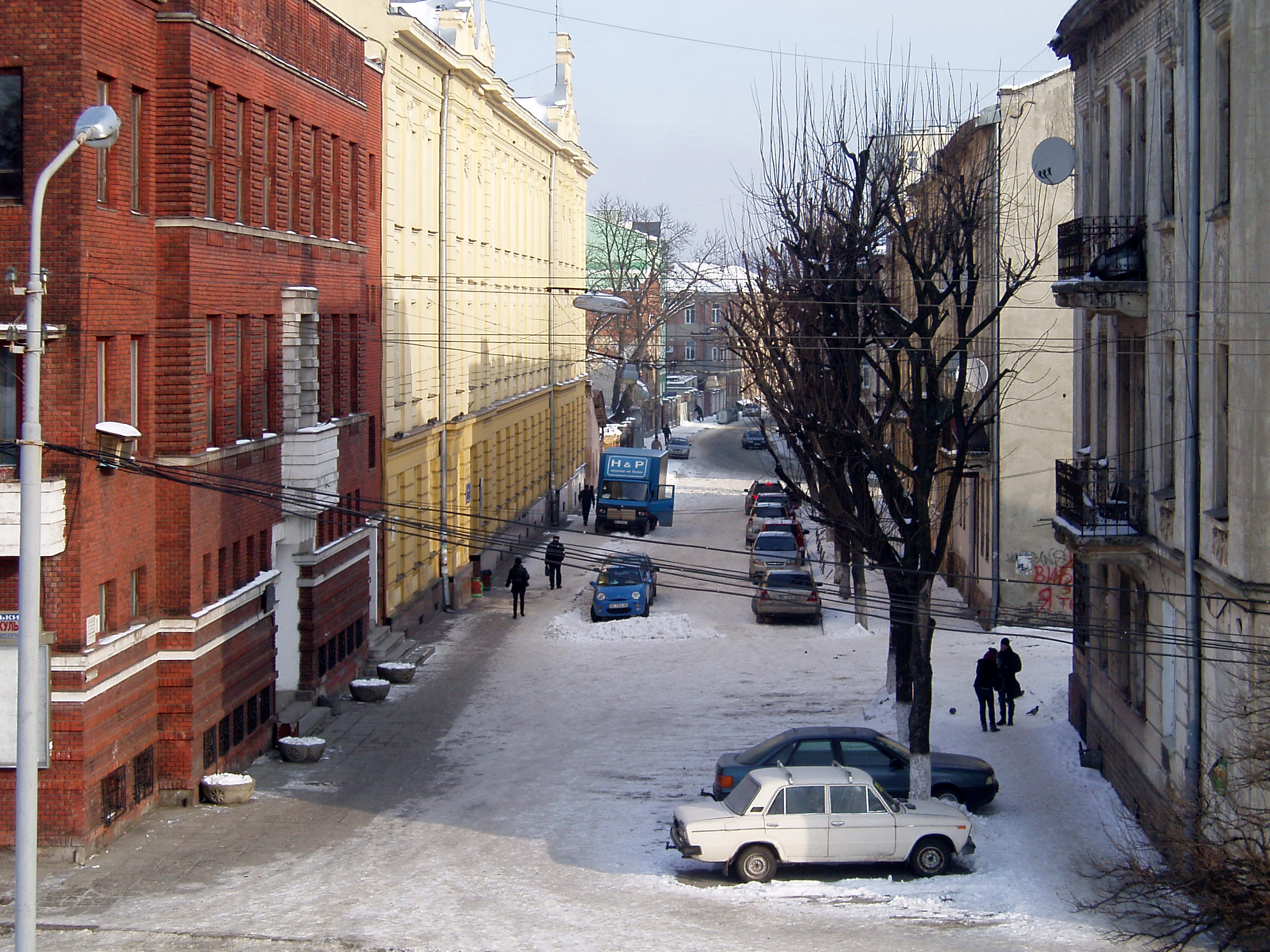
Ulica Kuszewicza w 2012

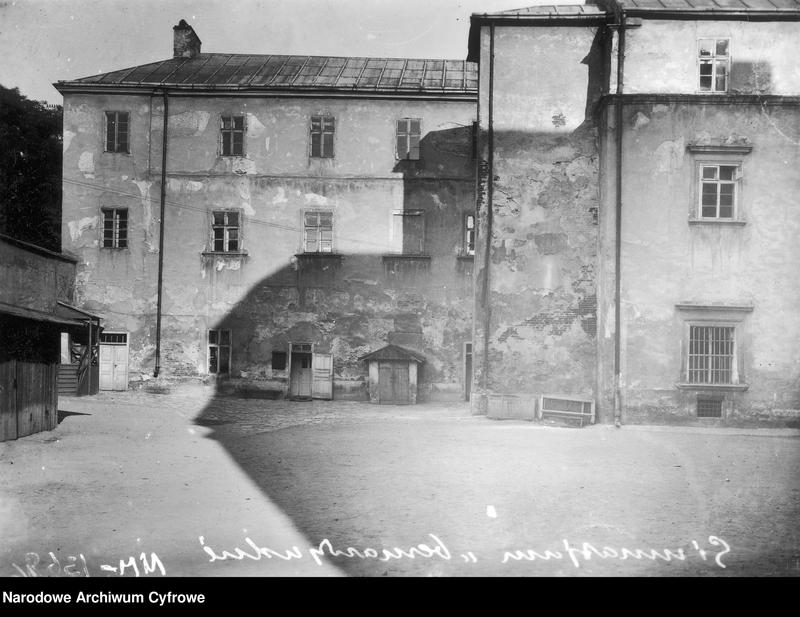
Gimnazjum w okresie, gdy zajmowało budynek w klasztorze bernardynów

## Historia
Pierwotnie w okresie zaboru austriackiego w ramach C. K. III Gimnazjum im. Franciszka Józefa we Lwowie powstała filia, która w roku szkolnym 1890/1891 i 1891/1892 obejmowała cztery niższe klasy gimnazjalne w ośmiu oddziałach. Aprobatę dla powstania szkoły wyraził cesarz Franciszek Józef I 3 marca 1891. Od 1 września 1892 formalnie działało C. K. V Gimnazjum we Lwowie w wyniku przekształcenia dotychczasowej filii. Od września 1893 prowadzono naukę w klasie V i od tego czasu funkcjonowało już gimnazjum wyższe, po czym z kolejnym rokiem uruchamiano kolejne klasy, aż w roku szkolnym 1896/1997 wprowadzono klasę VIII, w związku z czym w maju i czerwcu 1897 odbyły się pierwsze egzaminy maturalne.
Gimnazjum pierwotnie od 1890 mieściło się w zabudowaniach oo. Bernardynów (z tego względu gimnazjum było określane zwyczajowo jako „bernardyńskie”) przy ul. Wałowej 18 (od roku szkolnego 1892/1893 wynajmowano dodatkowo dwa piętra kamienicy przy ul. Podwale 7, a następnie – w latach 1905–1907 – przy ul. Łyczakowskiej 1). 24 października 1907, po trzydniowej przeprowadzce, szkoła została przeniesiona do nowego gmachu w dzielnicy Żółkiewskiej przy ul. Młynarskiej (bocznej), później przemianowanej na ul. Hermana 7 (po I wojnie światowej znów przemianowanej na Samuela Kuszewicza 5). Akt poświęcenia nowego budynku szkoły odbył się 10 grudnia 1907 (poświęcenia dokonał metropolita lwowski obrządku łacińskiego abp Józef Bilczewski w towarzystwie katechetów szkoły obu obrządków).
W 1901 przy ul. Łyczakowskiej została utworzona filia V Gimnazjum, która w 1902 została przekształcona w samoistne C. K. VI Gimnazjum we Lwowie. W 1905 przy ul. Czarnieckiego 8 powstała filia V Gimnazjum, która w 1908 została przekształcona w samoistne C. K. VIII Gimnazjum we Lwowie.
Po odzyskaniu przez Polskę niepodległości władze II Rzeczypospolitej w 1920 nadały V Gimnazjum patronat „Hetmana Stanisława Żółkiewskiego”. Gimnazjum działało w type humanistycznym. Do 1939 szkoła mieściła się przy ulicy Samuela Kuszewicza 5 w Dzielnicy Żółkiewskiej. W 1926 w gimnazjum prowadzono osiem klas w 15 oddziałach, w których uczyło się 683 uczniów wyłącznie płci męskiej. Patronem szkoły był św. Jan Kanty.
Zarządzeniem Ministra Wyznań Religijnych i Oświecenia Publicznego Wojciecha Świętosławskiego z 23 lutego 1937 „V Państwowe Gimnazjum im. Hetmana Stanisława Żółkiewskiego we Lwowie” zostało przekształcone w „V Państwowe Liceum i Gimnazjum im. Hetmana Stanisława Żółkiewskiego we Lwowie” (państwową szkołę średnią ogólnokształcącą, złożoną z czteroletniego gimnazjum i dwuletniego liceum), a po wejściu w życie tzw. reformy jędrzejewiczowskiej szkoła miała charakter męski, a wydział liceum ogólnokształcącego był prowadzony w typie matematyczno-fizycznym i humanistycznym.
W dniach 10 i 11 września 1938 odbył się we Lwowie Zjazd abiturientów V Gimnazjum we Lwowie sprzed czterdziestu
laty.

## Dyrektorzy
- Franciszek Próchnicki (kierownik filii od 1891, dyrektor gimnazjum 1892-1905)[13][14][15][16]
- Józef Nogaj (1905-1926)
- Jan Szmyt[17][18]

## Nauczyciele
- Bronisław Bandrowski
- Stanisław Homme
- Marian Janelli
- Michał Konopiński
- Zygmunt Kozubski
- Władysław Kucharski
- Seweryn Lehnert
- Karol Nittman
- Wiktor Osiecki
- Henryk Panas
- Bronisław Pawłowski
- Aleksander Rutkowski
- Adam Szelągowski
- Juliusz Paweł Schauder
- o. Gerard Szmyd
- Jan Świerzowicz
- Wawrzyniec Wilk

## Uczniowie i absolwenci
Absolwenci
- Marek Alten – prawnik, działacz społeczny i dziennikarz (1902)
- Stefan Błachowski – psycholog (1907)
- Aleksander Gniewosz – żołnierz (1938)
- Alfred Jahn – geograf, geomorfolog, badacz polarny (1933)
- Stanisław Jerzy Kalinowski – społecznik, adwokat, sędzia (1906)
- Oswald Kimelman – adwokat (1905)
- Zygmunt Klemensiewicz – chemik, fizyk (1904)
- Edward Kuntze – bibliotekarz, historyk, dyplomata
- Hersch Lauterpacht – prawnik (1915)
- Stanisław Łempicki – historyk literatury, pisarz (1904)
- Roman Małachowski – oficer (1899)
- Leander Martynowicz – oficer (1914)
- Marian Nunberg - leśnik, entomolog, prof. dr hab. SGGW
- Jan Oko – filolog klasyczny, latynista (1898)
- Stanisław Ostrowski – lekarz, oficer, ostatni prezydent Lwowa, prezydent RP na uchodźstwie (1912)
- Władysław Pilin – duchowny (1905)
- Bolesław Pochmarski – nauczyciel, pedagog, polonista (1902)
- Stanisław Polakiewicz – pierwszy polski sędzia piłkarski, dziennikarz sportowy (1908)
- Michał Remizowski – sędzia, oficer (1899)
- Maurycy Schlaffenberg – prawnik, oficer (1904)
- Jan Schramm – kupiec, oficer (1912)
- Julian Stachiewicz – generał (1908)
- Franciszek Hieronim Staff – ichtiolog, brat Leopolda i Ludwika Staffów (1904)
- Leopold Staff – poeta (1897)
- Jan Świtalski – krótkofalowiec
- Henryk Mniszek-Tchorznicki – ziemianin (1899)
- Stanisław Umański – nauczyciel, oficer (1905)
- Marian Wowkonowicz – lekarz, oficer (1907)
- Tadeusz Józef Żuliński – legionista, lekarz, adiutant Józefa Piłsudskiego (1907)

Uczniowie
- Henryk Balk – poeta, nauczyciel.
- Jan Bobrowski – inżynier
- Maksymilian Dudryk – pionier narciarstwa polskiego, współzałożyciel Karpackiego Towarzystwa Narciarzy we Lwowie
- Meier Eidelheit – matematyk
- Władysław Jarocki – profesor ASP w Krakowie, malarz
- Serafin Kaszuba – zakonnik kapucyn, Sługa Boży
- Henryk de Lapierre – oficer
- Jan de Lapierre – okulista
- Józef Mączka – legionista
- Stanisław Nowakowski – nauczyciel, harcmistrz
- Antoni Petrykiewicz – Orlę Lwowskie, najmłodszy kawaler orderu Virtuti Militari
- Józef Petrykiewicz – żołnierz, działacz społeczny, samorządowy i emigracyjny
- Jan Rogowski – oficer, nauczyciel, działacz społeczny, pisarz
- Wacław Stachiewicz – generał
- Ludwik Maria Staff – poeta, brat Franciszka i Leopolda Staffów
- Kazimierz Stepan – oficer, inżynier
- Kazimierz Żurowski – archeolog